# Anta do Padrão
A Anta do Padrão ou Dolmén do Padrão é um monumento megalítico localizado em Baltar, perto do Kartódromo num terreno atualmente vedado com rede, na freguesia de Vandoma, no Município de Paredes.
O monumento foi em 1997 classificado como Imóvel de Interesse Público.
Foi edificada nos finais do III milénio a. C., sendo um dos principais testemunhos funerários e, por consequência, da ocupação humana em Baltar. 
É composto por uma mamoa de consideráveis dimensões - cerca de 27 m de diâmetro e 4 m de altura.
Os esteios apresentavam pinturas a vermelho e preto, representando linhas sinuosas, serpentiformes e figura antropomórfica. Por razões que se prendem com vandalismo, os esteios estão agora depositados no Museu de História Natural e da Ciência da Universidade do Porto.

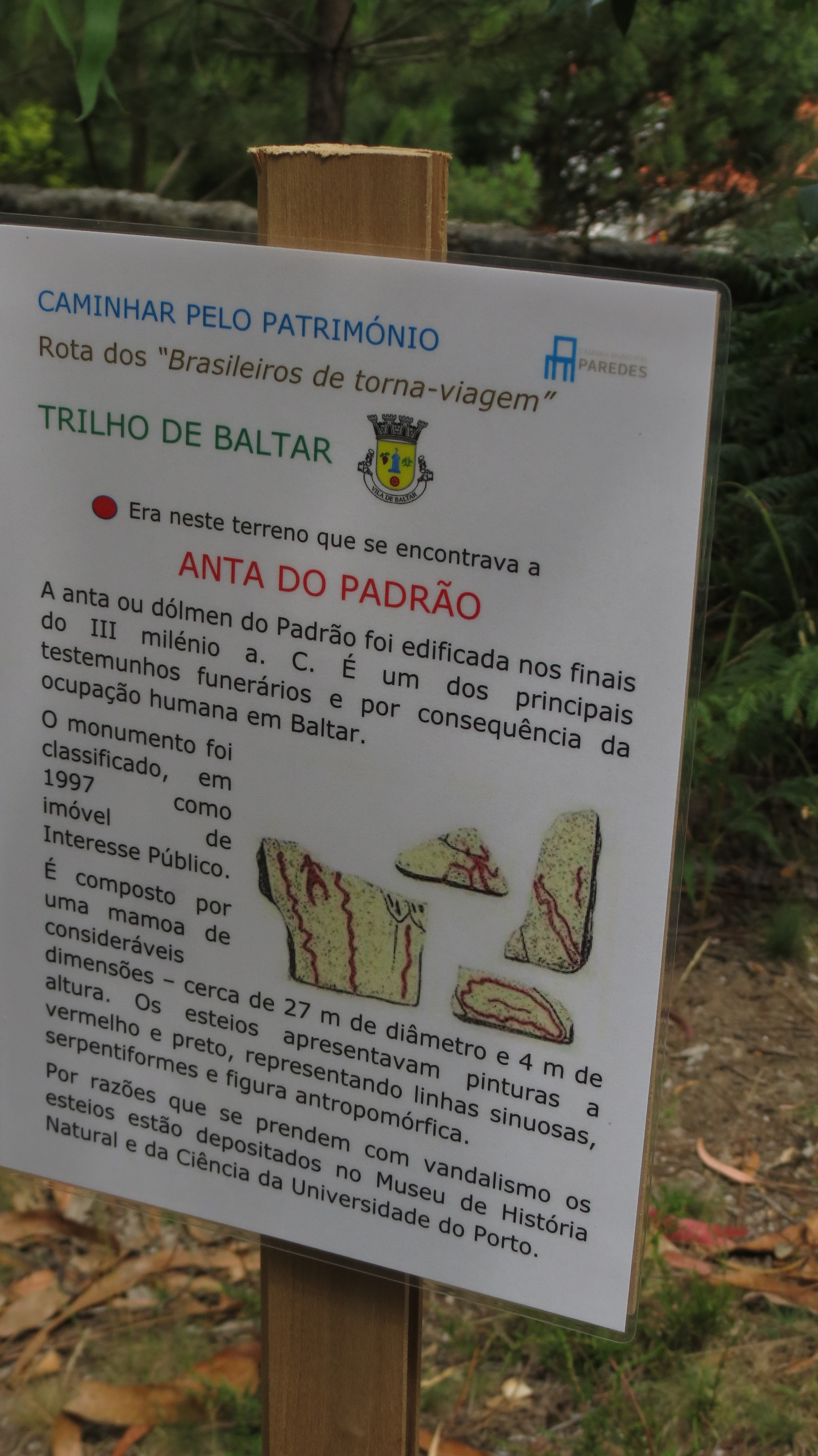
Placa informativa sobre Anta do Padrão